# Grease (singel)
Grease – tytułowa piosenka Frankiego Valli z filmu pod tym samym tytułem, opartym na musicalu Grease. Znalazła się na ścieżce dźwiękowej z tego filmu aż dwukrotnie – jako pierwszy i ostatni utwór. Odniosła bardzo duży sukces komercyjny w wielu krajach. W Stanach Zjednoczonych była najlepiej sprzedającym się singlem w 1978. Utwór został skomponowany przez Barry'ego Gibba z grupy Bee Gees, która następnie wykonywała piosenkę na koncertach. Wersja koncertowa znalazła się na albumie One Night Only, zarejestrowanym w 1997 w hotelu-kasynie MGM Grand w Paradise nieopodal Las Vegas. Po tym jak "Grease" uplasowała się na pierwszej pozycji Billboard Hot 100, Barry Gibb pobił rekord w komponowaniu piosenek, które osiągnęły szczyt listy Billboardu w tym samym roku kalendarzowym. Udało mu się bowiem napisać aż 7 takich piosenek w 1978, wyprzedzając tym samym osiągnięcie duetu Lennon/McCartney z 1964 (6 numerów jeden w tym samym roku). Innymi najwyżej plasowanymi piosenkami, które napisał w 1978 były (obok "Grease"): "If I Can't Have You" (przebój Yvonne Elliman), "Stayin’ Alive", "Night Fever", "How Deep Is Your Love" (przeboje śpiewane przez Bee Gees), "(Love Is) Thicker Than Water" i "Shadow Dancing" (przeboje Andy'ego Gibba).